# Anella de creixement

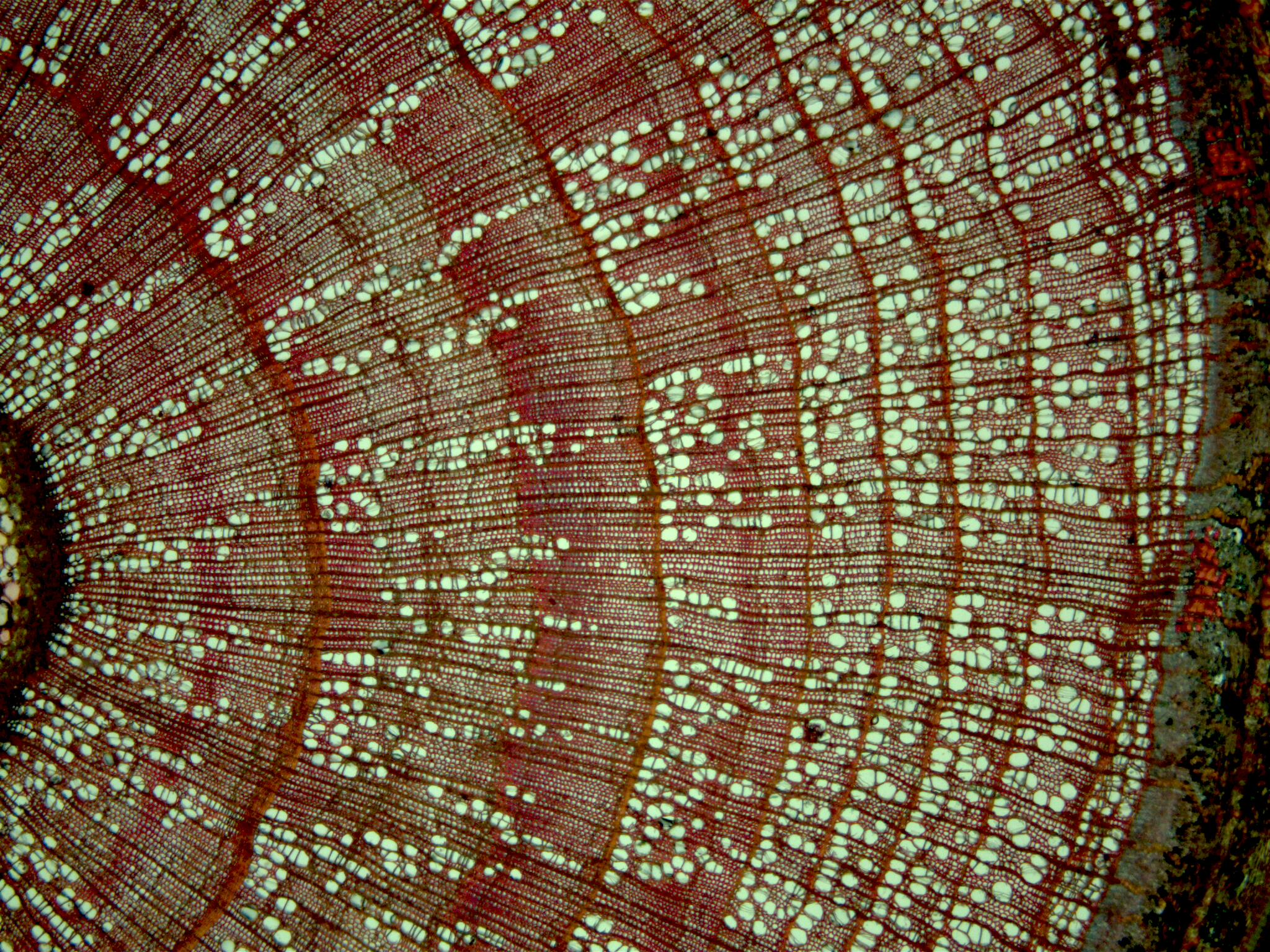
Tall d'una tija d'avellaner comú que mostra les anelles de creixement i l'estructura de la fusta (vasos i raigs llenyosos).

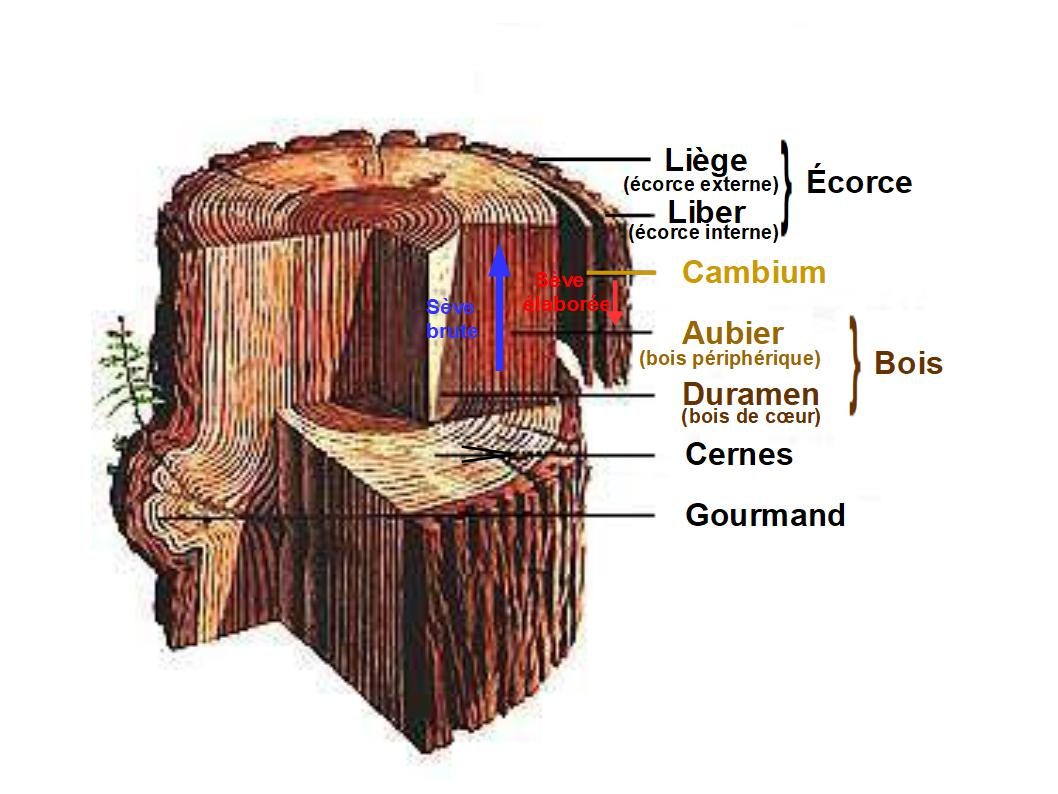
Secció del tronc d'un arbre, i diferents estructures de la fusta.(en francès)

En botànica, una anella de creixement o anella anual o cercle anual, és un cercle concèntric en la secció transversal del tronc d'un arbre, format cada any pel càmbium, visible gràcies a la diferència de coloració entre la fusta d'estiu (anomenat també fusta final) i la fusta de primavera (anomenat també fusta inicial). Les anelles són tant més marcades com la variació del clima segons la importància de les estacions de l'any, essent menys marcades o quasi absents en la zona equatorial.
Les arrels, i les tiges quan són perennes, de certes herbàcies, sobretot les herbàcies dicotíledones, porten igualment anelles anuals de creixement.

## Mesures
Aquestes anelles de creixement són mesurables en un tall transversal del tronc, o en una branca grossa (o fins en una arrel en alguns casos), o encara en una mostra de fusta extreta perpendicularment a l'escorça, fins al cor de l'arbre.
El mètode que consisteix a datar un arbre gràcies al nombre d'anelles anuals és la dendrocronologie.
Es pot utilitzar igualment per a les herbàcies amb anelles.

## Origen
Aquestes anelles anuals són degudes a la creixença de temporada del teixit llenyós, més activa a la primavera (part en general clara de l'anella) que a la tardor i hivern (part en general més fosca). La « fusta inicial » a la primavera és en efecte deguda a la presència d'una zona inicial més porosa constituïda per cèl·lules grosses amb les parets primes (la talla d'aquestes traqueides que tenen un paper de conducció marcada va lligada a la recuperació de vegetació) ; a la fi de la temporada de vegetació, el càmbium forma cèl·lules més estretes amb parets més gruixudes (fusa final més fosca constituïda de traqueides que tenen més un paper de suport).
El límit d'anella correspon a la posició del càmbium a l'hivern, durant l'aturada de creixement

## Bioindicació
Les característiques d'una anella, per a una espècie vegetal donada depenen de les condicions climàtiques (pluviometria, temperatura, exposició al sol, etc.) regnant en el moment de la creació d'aquesta anella. Una exposició de l'arbre a un pol·lució fitotòxic també pot ser visible (traduint-se llavors per una anella més fina, que no pot ser explicada per altres causes (gran fred durable o sequera o les dues coses alhora, o encara defoliació per exemple)
L'amplada de cada anella informa sobre les condicions de creixement de l'arbre :
- una anella ampla indica condicions de creixement favorables;
- una anella més estreta és la traça « fòssil » de dificultats de creixement (sequera, competició interarbres, fitopatologia, eventualment epidèmica). Una sèrie successiva d'anelles estretes, sense explicació meteorològica, fa pensar en una irreversibilitat de creixement fins a la mort dels arbres.

A tots aquests « efectes simples » s'afegeixen « quantitats d'interaccions complexes (l'efecte del clima sobre una anella d'edat "i" no serà el mateix que sobre una anella d'edat "j", per exemple) i efectes segons (el nivell de creixement observat l'any "n" depèn fortament del nivell de creixement de l'any "n-1", fins i tot prou més) ».